# Aleksandr Jakovlev (konstnär)

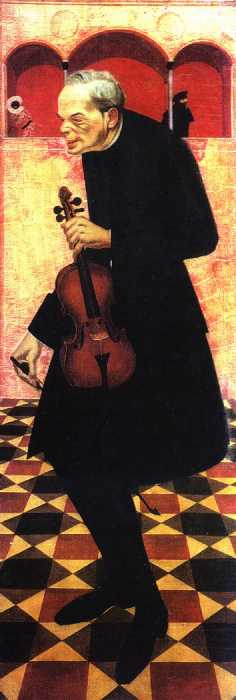
"Violinist", 1915.

Aleksandr Jakovlev, (ryska: Александр Яковлев), född 25 juni 1887 i Sankt Petersburg, död 12 maj 1938 i Paris, var en rysk-fransk målare berömd för sina porträtt av afrikaner och asiater som officiell konstnär på de bägge Citroën-ledda fordonsexpeditionerna Croisière noire och Croiiëre jaune genom Afrika respektive Asien. Jakovlev är representerad vid bland annat Göteborgs konstmuseum.